# Alan Núñez
Alan Herminio Núñez Duarte (* 1. Oktober 2004) ist ein paraguayischer Fußballspieler.

## Karriere

### Verein
Aus der U20 von Club Cerro Porteño ging er im Sommer 2022 fest in den Kader von deren erster Mannschaft über. Sein Ligadebüt für die erste Mannschaft hatte er bereits am 15. Mai des Jahres.

### Nationalmannschaft
Mit der paraguayischen U20 nahm er an den Südamerikaspielen 2022 teil und gewann mit seiner Mannschaft das Turnier. Danach gehörte er auch zum Kader bei der Südamerikameisterschaft 2023, wo er in allen Partien zum Einsatz kam. Zum Jahreswechsel 2023/24 wurde er erstmals für die Vorbereitung vor dem Qualifikationsturnier für Olympia für die U23 nominiert. Dort kam er zwei Mal zum Einsatz. Bei dem Turnier selbst stand er in sechs der sieben Partien auf dem Platz und erzielte dabei einen Treffer. Am Ende landete er mit seinem Team auf dem ersten Platz der Endgruppe und qualifizierte sich so für die Spiele in Paris.